# Leptophis stimsoni
Leptophis stimsoni är en ormart som beskrevs av Harding 1995. Leptophis stimsoni ingår i släktet Leptophis och familjen snokar. Inga underarter finns listade i Catalogue of Life.
Arten förekommer i norra delen av ön Trinidad. Den lever i kulliga områden mellan 300 och 800 meter över havet som är täckta av regnskog. Det antas att Leptophis stimsoni främst klättrar i träd eller i annan växtlighet som andra släktmedlemmar. Ett exemplar blev däremot överkörd på en väg. Honor lägger ägg.
Skogarna där Leptophis stimsoni lever bedöms som intakta. Arten listas av IUCN som livskraftig (LC).